# Vostok 1

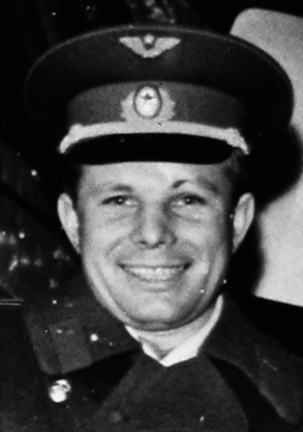
Yuri Gagarin - Người đầu tiên bay vào vũ trụ

Vostok 1 (tiếng Nga: Восто́к-1) hay còn gọi là tàu Phương Đông 1 là chiếc phi thuyền đầu tiên trong lịch sử bay vào vũ trụ có phi hành gia. Tổ chức Vostok 3KA space capsule đã được đưa ra đề nghị vào ngày 12 tháng 4 năm 1961 từ sân bay vũ trụ Baykonur với  phi hành gia người Liên Xô là Yuri Gagarin làm ông trở thành người đầu tiên vượt qua khí quyển ra bên ngoài không gian.

Các quỹ đạo chuyến bay vũ trụ này, bao gồm một vòng quanh quỹ đạo Trái Đất khi rời tầng khí quyển tại độ cao 169 kilômét (91 hải lý) tới điểm thấp nhất. Chuyến bay đã kéo dài chỉ trong 108 phút từ lúc phóng đến khi hạ cánh. Gagarin đã nhảy dù xuống đất một mình từ capsule sau khi phóng, ở độ cao 7 km (23.000 ft).

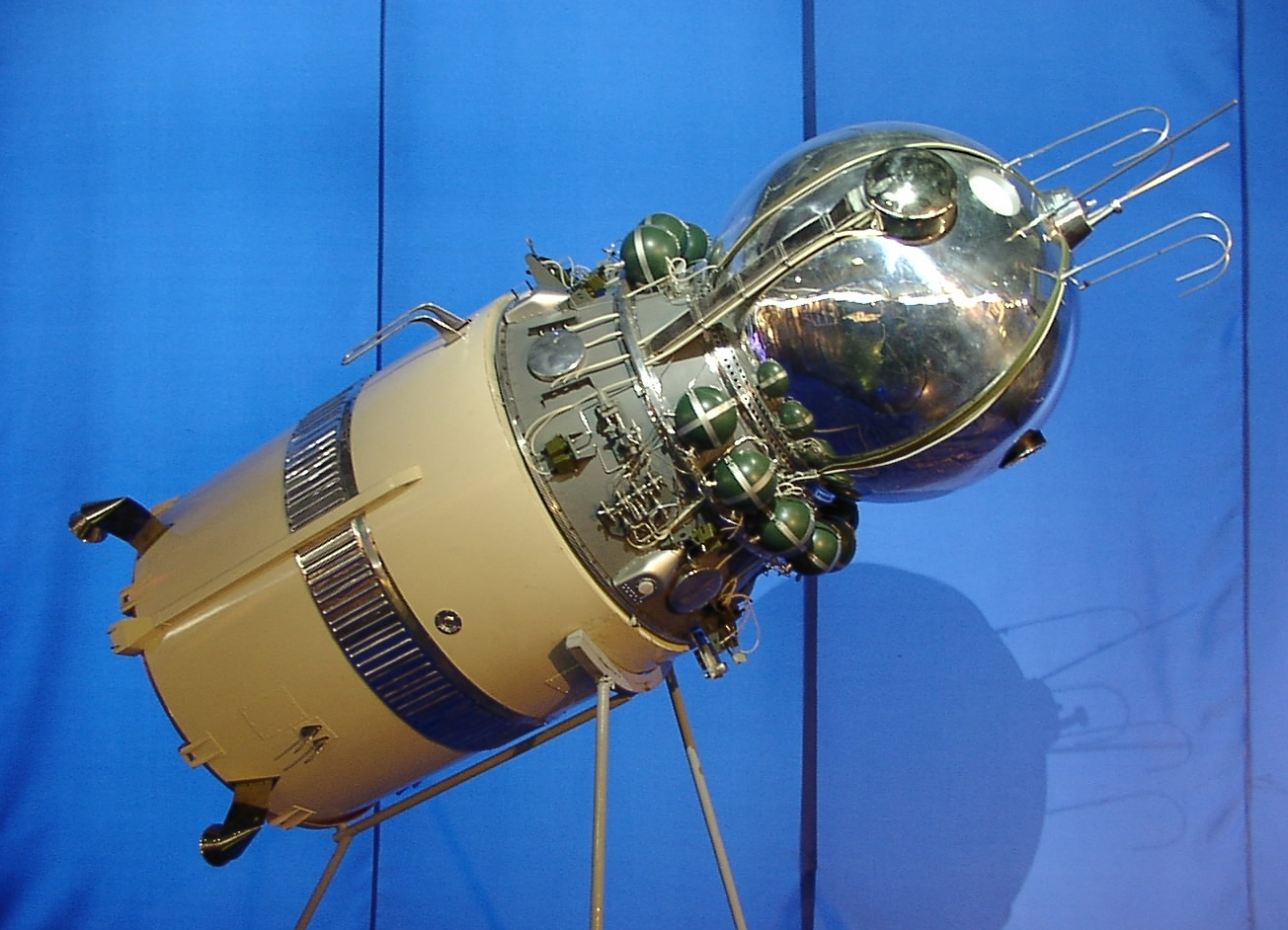
Chiếc phi thuyền mẫu được trưng bày tại các triễn lãm hàng không vũ trụ ở sân bay Frankfurt và Nga

## Nền móng
Cuộc chạy Đua không Gian giữa Liên bang Xô Viết, và Hoa Kỳ, hai cuộc Chiến tranh Lạnh siêu cường, bắt đầu ngay trước khi Liên bang Xô Viết đưa ra một thiết bị không gian lần đầu tiên trên thế giới đó là vệ tinh nhân tạo Sputnik 1 vào năm 1957. Cả hai nước muốn phát triển công nghệ vũ trụ nhanh chóng, đặc biệt là bằng cách tung ra các phương tiện vũ trụ thành công đầu tiên của con người. Liên Xô bí mật theo đuổi chương trình Vostok programme, một chương trình trong cuộc cạnh tranh với Hoa Kỳ là Dự Án Mercury. Vostok programme bỏ ra một số tiền cho các nhiệm vụ không người lái giữa tháng năm 1960 và tháng 3 năm 1961, để kiểm tra, và phát triển dòng tên lửa Vostok programme và tàu không gian capsule. Những nhiệm vụ này đã thay đổi độ thành công, nhưng cuối cùng hai chiếc tàu Korabl-Sputnik 4 và Korabl-Sputnik 5 được hoàn thành, thành công, cho phép chuyến bay có người lái đầu tiên được thực hiện.

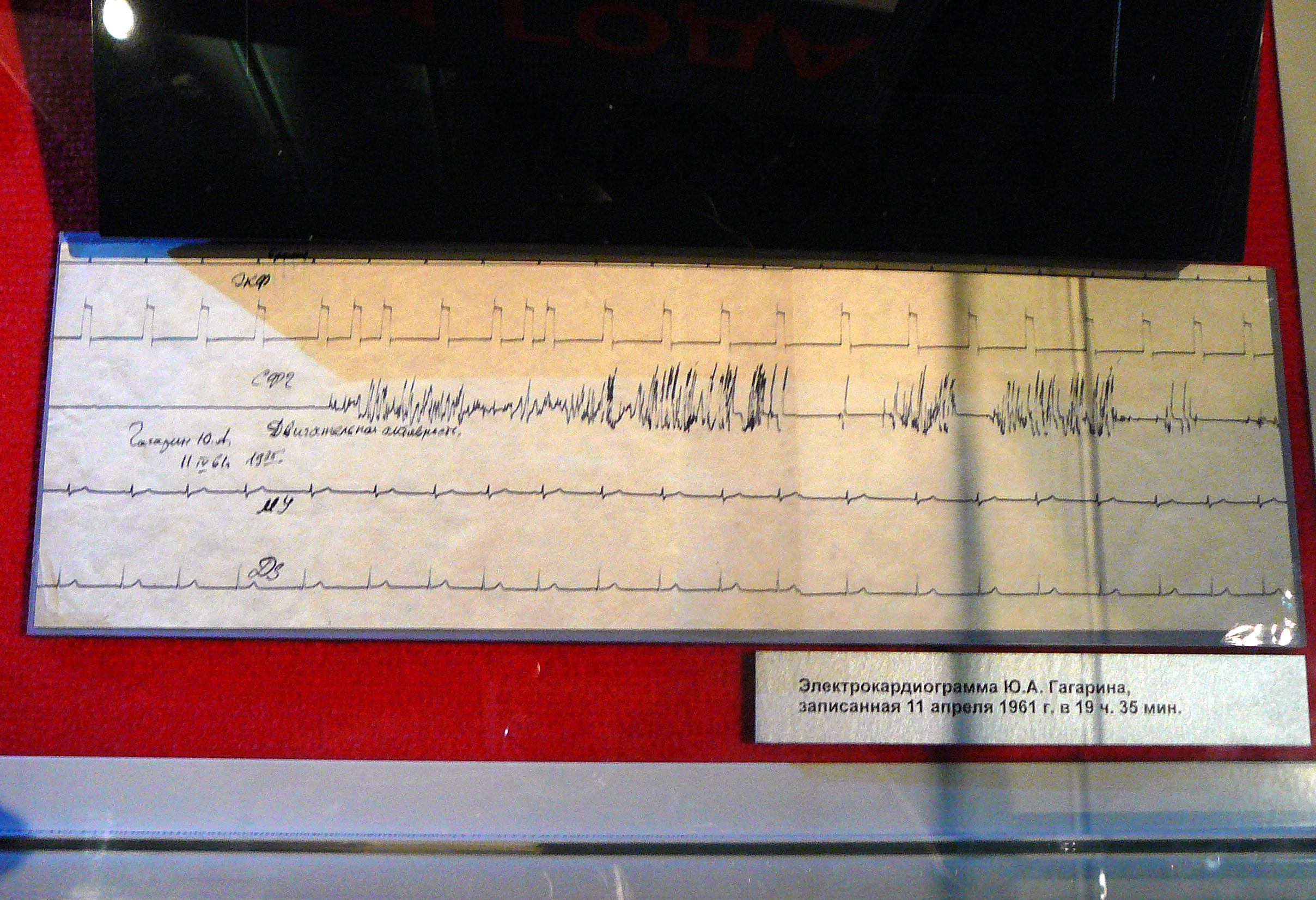
Một lá thư điện tín gửi từ Gagarin ghi ngày 11 năm 1961, lúc 19 giờ 35 phút. Triển lãm tại các bảo tàng, đài tưởng niệm du hành vũ trụ ở Moskva.

## Phi hành đoàn
Vostok 1 được thiết kế để chở một phi hành gia. Yuri Gagarin, 27 tuổi, đã được chọn làm phi công lái Vostok 1. Những nhiệm vụ bầu chọn phi hành gia chính thức được thực hiện vào ngày 8 tháng tư, tức bốn ngày trước khi sứ mệnh và Gagarin đã được yêu thích nhất giữa các phi hành gia ứng cử viên cho ít nhất là vài năm.
Quyết định cuối cùng của những người sẽ bay sứ mệnh chủ yếu dựa trên quan điểm của người đứng đầu của phi hành gia đào tạo bay, Nikolai Kamanin. Trong tháng 5 Kamanin đã viết rằng ông vẫn chưa quyết định được giữa Gagarin và Titov. "Điều duy nhất mà tôi không thể chọn Titov là cần phải có người mạnh mẽ cho một ngày chuyến bay." Kamanin đã đề cập đến những nhiệm vụ thứ hai, Vostok 2, so với tương đối ngắn duy nhất-quỹ đạo sứ mệnh của Vostok 1. Khi Gagarin và Titov đã được thông báo quyết định trong một cuộc họp vào ngày 9, Gagarin đã rất hạnh phúc, và Titov đã thất vọng. Vào ngày 10 tháng tư này, cuộc họp đã được tái diễn trước máy quay truyền hình, do đó nó sẽ là tâm điểm chú ý của các sự kiện. Bao gồm một bài phát biểu chấp nhận bởi Gagarin. Như là một dấu hiệu của mức độ bí mật liên quan, một trong các phi hành gia ứng cử viên, Alexei, sau này nhớ lại rằng ông không biết những người được chọn cho những nhiệm vụ cho đến khi sau khi chuyến bay vũ trụ đã bắt đầu.